# Arocatus
Arocatus is een geslacht van wantsen uit de familie bodemwantsen (Lygaeidae). Het geslacht werd voor het eerst wetenschappelijk beschreven door Maximilian Spinola in 1837.

## Soorten
Het genus bevat de volgende soorten:

- Arocatus aenescens (Stål, 1874)
- Arocatus aurantium (Zou, H.G. & L.Y. Zheng, 1981)
- Arocatus chiasmus (Slater, 1985)
- Arocatus continctus (Distant, W.L., 1906)
- Arocatus elengantulus (Tsai & Rédei, 2017)
- Arocatus fastosus (Slater, 1985)
- Arocatus longicephalus (Slater, J.A., 1972)
- Arocatus longiceps (Stål, 1872). (Plataanridderwants)
- Arocatus melanocephalus (Fabricius, 1798). Iepenridderwants
- Arocatus melanostoma (Scott, 1874)
- Arocatus montanus (Slater, 1985)
- Arocatus nanus (Breddin, 1900)
- Arocatus nicobarensis (Mayr, 1865)
- Arocatus pilosulus (Distant, 1879)
- Arocatus pseudosericans (Gao, Kondorosy & Bu, 2013)
- Arocatus roeselii (Schilling, 1829). Elzenridderwants
- Arocatus rubromarginatus (Distant, W.L., 1920)
- Arocatus rufipes (Stål, 1873)
- Arocatus rusticus (Stål, 1867)
- Arocatus sericans (Stål, 1859)
- Arocatus suboeneus (Montandon, A.L., 1893)